# Myosaurus
Myosauridae, Myosaurus gracilis
Famille
Genre
Espèce
Myosaurus est un genre éteint de thérapsides dicynodontes ayant vécu durant le Trias inférieur dans ce qui est aujourd'hui l'Afrique du Sud et l'Antarctique, et dont une espèce est connue, Myosaurus gracilis. C'est également le seul genre connu de la famille des Myosauridae.

## Systématique
Le genre Myosaurus et l'espèce Myosaurus gracilis ont été décrits en 1917 par le paléontologue britannique Sidney Henry Haughton (1888-1982).
En 1968, le paléontologue américain James William Kitching (d) crée la sous-famille des Myosaurinae pour y classer le genre Myosaurus, précédemment classé dans famille des Endothiodontidae. Cette sous-famille sera par la suite élevée au rang de famille sous le taxon Myosauridae.

## Description
La famille des Myosauridae n'est connue que par des spécimens de crânes fossilisés. Ce taxon se distingue des autres familles de l'infra-ordre des Dicynodontia par la plus grande largeur des échantillons de crâne dans la région intertemporelle.

## Publications originales
- Famille des Myosauridae (sous le taxon Myosaurinae) :
  - (en) J. W. Kitching, « On the Lystosaurus Zone and its fauna with special reference to some immature Lystrosauridae », Palaeontologia Africana, vol. 11,‎ 1968, p. 61-76 (ISSN 0078-8554 et 2410-4418, lire en ligne).
- Genre Myosaurus et espèce Myosaurus gracilis :
  - (en) S. H. Haughton, « Descriptive Catalogue of the Anomodontia, with especial reference to the examples in the South African Museum (Part 1) », Annals of the South African Museum, Le Cap, Inconnu, vol. 12,‎ 1917, p. 127-174 (ISSN 0303-2515, OCLC 1647291, lire en ligne).